# بانک سنت هلنا
بانک سنت هلنا (انگلیسی: Bank of St. Helena) شرکت خدمات مالی و بانکداری بریتانیایی است، که در سال ۲۰۰۴ تأسیس شد.